# Поликаон (сын Лелега)
Поликаон (др.-греч. Πολυκάων). Персонаж древнегреческой мифологии. Сын Лелега. Женился на Мессене, дочери Триопа. Собрав войско из Аргоса и Лакедемона, они направились в Мессению и выстроили несколько городов, в том числе Анданию, где они построили дворец для себя.